# Динвал Старый
Динвал Старый (валл. Dyfnwal Hen) (ум. ок. 490 года) — по одной из версий, предлагаемых генеалогиями, сын Кинвида Альт Клуитского, по другой (более поздней) — сын Иднюеда и внук римского узурпатора Максена Вледига.
Король Альт Клуита Динвал Старый известен исключительно благодаря своему многочисленному потомству. После его смерти от страны выделился Дин-Эйдин, в котором стал править Кинвелин. В Альт Клуите Динвалу наследовал Клинох.